# Save Ukraine
Save Ukraine – ukraińska organizacja charytatywna założona w 2014 roku, która wspiera grupy szczególnie wrażliwe, takie jak sieroty, dzieci z domów dziecka, rodziny z dziećmi, dzieci z niepełnosprawnościami, dzieci powracające z terytoriów tymczasowo okupowanych (TOT) oraz z Rosji, kobiety w ciąży, rodziny poległych żołnierzy, osoby starsze i przesiedleńców wewnętrznych. Od początku pełnoskalowej inwazji Rosji w 2022 roku, organizacja odegrała kluczową rolę w ratowaniu i rehabilitacji przesiedleńców oraz uprowadzonych dzieci. Save Ukraine została założona przez Mykołę Kułebę.

## Przegląd
Save Ukraine prowadzi największą sieć ratunkową dla dzieci z terytoriów tymczasowo okupowanych (TOT) oraz z Rosji, często działając na zlecenie agencji rządowych. Od 2014 roku organizacja uratowała ponad 160 000 osób. W okresie od lutego 2022 roku do stycznia 2025 roku organizacja odzyskała 565 dzieci, co stanowi 55% z 1032 dzieci, które zostały uratowane z TOT i Rosji.
Organizacja Save Ukraine udokumentowała zeznania zwróconych dzieci, które ujawniają przypadki indoktrynacji, pozbawienia tożsamości oraz ukrywania informacji. Dowody te służą jako materiał przed Międzynarodowym Trybunałem Karnym i przyczyniają się do globalnej świadomości na temat tych naruszeń praw człowieka.
Save Ukraine kierowana jest przez Mykołę Kułebę, współzałożyciela organizacji. Została uznana przez Forbes Ukraine za jedną z 50 największych fundacji charytatywnych w kraju.

## Kluczowe działania

### Ewakuacja i pomoc
Od momentu swojego powstania organizacja Save Ukraine priorytetowo traktuje ewakuację ludzi z obszarów frontowych oraz stref objętych wojną. W latach 2014–2016 organizacja ewakuowała 55 000 osób, a od 2022 roku udało się uratować ponad 108 000 osób. Agencja ONZ ds. Uchodźców uznaje Save Ukraine za jednego z kluczowych partnerów w zakresie schronienia i artykułów nieżywnościowych.

### Pomoc humanitarna
Save Ukraine zapewnia tymczasowe zakwaterowanie, pomoc humanitarną oraz usługi rehabilitacyjne. Organizacja prowadzi węzły tranzytowe, usługi socjalne oraz centra wsparcia dla osób wewnętrznie przesiedlonych (IDP) na terenie całej Ukrainy. Centra Nadziei i Odnowy oferują kompleksowe wsparcie, w tym usługi psychologiczne, prawne i edukacyjne, skierowane do rodzin i dzieci.

### Rzecznictwo i partnerstwa
Save Ukraine współpracuje z ukraińskimi organami rządowymi, takimi jak Kancelaria Prezydenta oraz Komisarz Parlamentu Ukrainy, a także aktywnie uczestniczy w prezydenckiej inicjatywie Bring Kids Back UA. Na poziomie międzynarodowym organizacja współpracuje z instytucjami oraz władzami na pięciu kontynentach, w tym z ONZ, Parlamentem Europejskim i Światowym Forum Ekonomicznym. Mykoła Kułeba reprezentował Save Ukraine na ważnych forach międzynarodowych, takich jak Kongres USA oraz Rada Bezpieczeństwa ONZ.

### Rehabilitacja i reintegracja
Save Ukraine kładzie duży nacisk na długoterminową integrację społeczności. Projekty takie jak Fort Home oraz Back to School zapewniają zasoby mieszkaniowe i edukacyjne dla osób wewnętrznie przesiedlonych. Organizacja otworzyła również ośrodki rehabilitacyjne, w tym jeden dla dzieci niepełnosprawnych w Irpieniu, oraz uruchomiła usługi społeczne, takie jak ośrodki opieki dziennej i taksówki społeczne.

### Operacje ratowania dzieci
Zespoły ratownicze Save Ukraine specjalizują się w odzyskiwaniu dzieci, które zostały użyte w działaniach wojennych, uprowadzonych lub przesiedlonych do Rosji i terenów tymczasowo okupowanych. W ramach tych operacji wykorzystywane są pojazdy opancerzone oraz wyspecjalizowany personel, ze względu na wysokie ryzyko. Do stycznia 2025 roku organizacja Save Ukraine z powodzeniem odbiła 565 uprowadzonych dzieci. Szczegółowa dokumentacja tych akcji ratunkowych stanowi dowód w międzynarodowych procesach sądowych dotyczących zbrodni wojennych.

## Wydarzenia historyczne

### Założenie i wczesne lata działalności (2014-2022)
Organizacja Save Ukraine rozpoczęła swoją działalność jako stowarzyszenie wolontariuszy, którzy ewakuowali ludność cywilną z Donbasu w 2014 roku. Pierwszą operację ewakuacyjną przeprowadzono 11 maja 2014 roku, kiedy to ewakuowano dzieci z sierocińca w Słowiańsku. W styczniu 2015 roku organizacja została formalnie założona jako organizacja charytatywna. Początkowe działania skupiały się na ewakuacji sierocińców oraz wspieraniu procesu łączenia rodzin, a następnie rozszerzyły się na pomoc wszystkim wrażliwym grupom społecznym.
Do połowy 2016 roku organizacja Save Ukraine ewakuowała 55 000 osób, koordynowała pomoc dla ponad 120 osad znajdujących się na linii frontu i stworzyła sieć ośrodków wsparcia dla przesiedleńców wewnętrznych, w tym 60 stołówek socjalnych.

### Działania podczas inwazji na pełną skalę (2022-obecnie[38])
Po pełnoskalowej inwazji Rosji w 2022 roku, organizacja Save Ukraine znacznie rozszerzyła swoją działalność, ratując ponad 108 000 osób i tworząc węzły tranzytowe oraz usługi socjalne w całym kraju. Organizacja ewakuowała 41 000 dzieci i dorosłych ze stref objętych działaniami wojennymi, w tym 1200 sierot z 22 domów dziecka.
Infolinia i chatbot organizacji, uruchomione w marcu 2022 roku, oferują porady ewakuacyjne oraz wsparcie psychologiczne, pomagając średnio 300 osobom dziennie od początku 2025 roku. Organizacja Save Ukraine reagowała również na katastrofy spowodowane przez człowieka, takie jak ewakuacja po zniszczeniu zapory zbiornika Kachowka.

## Współpraca międzynarodowa
Partnerstwa Save Ukraine obejmują organizacje takie jak Międzynarodowy Komitet Czerwonego Krzyża, UNICEF, OBWE oraz Komisja Europejska. Organizacja jest członkiem Międzynarodowej Koalicji na rzecz Powrotu Ukraińskich Dzieci i współpracuje z ponad 40 krajami. Jej liderzy aktywnie angażują się w globalne rzecznictwo, podkreślając trudną sytuację wysiedlonych i uprowadzonych dzieci.

## Wizja i misja
Misja Save Ukraine koncentruje się na tworzeniu bezpiecznego i integracyjnego środowiska dla dzieci i rodzin, wspieraniu kultury przynależności do społeczności oraz poszanowaniu praw dzieci. Holistyczne podejście organizacji ma na celu odbudowę życia, jednocześnie zachowując i wzmacniając struktury rodzinne.

## Dokumentowanie zbrodni wojennych
Organizacja skrupulatnie dokumentuje dowody zbrodni popełnionych na ukraińskich dzieciach, w tym indoktrynację i ukrywanie ich tożsamości. Te działania mają kluczowe znaczenie dla międzynarodowych postępowań sądowych oraz rzecznictwa.

## Znaczące osiągnięcia
- Uratowanie 565 dzieci z TOT i Rosji od 2022 roku[26].
- Ewakuacja ponad 160 000 osób ze stref działań wojennych[2][11].
- Uznanie przez Forbes Ukraine za jedną z 50 największych fundacji charytatywnych[18].
- Współpraca z Agencją ONZ ds. Uchodźców oraz innymi organizacjami międzynarodowymi[19].
- Założenie licznych centrów wsparcia i ośrodków rehabilitacyjnych w całym kraju.

Save Ukraine nadal prowadzi działania w zakresie pomocy humanitarnej, rzecznictwa oraz ochrony praw dzieci w czasie trwającego konfliktu.